# Alternatywny podatek minimalny
Alternatywny podatek minimalny (ang. alternative minimum tax, AMT) – podatek wprowadzony na mocy przepisów amerykańskiej Ustawy o Reformie Podatkowej z 1986 r. w celu zapewnienia, by osiągające wysokie dochody osoby, przedsiębiorstwa i instytucje powiernicze płaciły co najmniej pewną minimalną kwotę podatku, niezależnie od przysługujących im odliczeń, ulg i zwolnień podatkowych.
Alternatywny podatek minimalny działa w ten sposób, że pewne pozycje podlegające preferencyjnemu traktowaniu podatkowemu dodaje się z powrotem do skorygowanego dochodu brutto. 
Choć szerokie korzystanie z ulg i zwolnień podatkowych jest zgodne z prawem, społeczne poczucie sprawiedliwości poczytywało za zniewagę sytuację, w której bogaci potrafili całkowicie unikać podatków. Alternatywny podatek minimalny ma zastosowanie w przypadkach, gdzie występuje duża liczba indywidualnych zwolnień z płatności podatków stanowych i lokalnych, a także różnych pozycji odliczeń, wydatków na opiekę zdrowotną lub programów opcji na akcje. 
Obecnie w duchu dążeń do uproszczenia systemu podatkowego w USA coraz więcej mówi się o likwidacji AMT. Przeciętne amerykańskie gospodarstwo domowe spędza co roku 26 godzin na wypełnienie deklaracji podatkowej.